# Монастырь Святого Наума

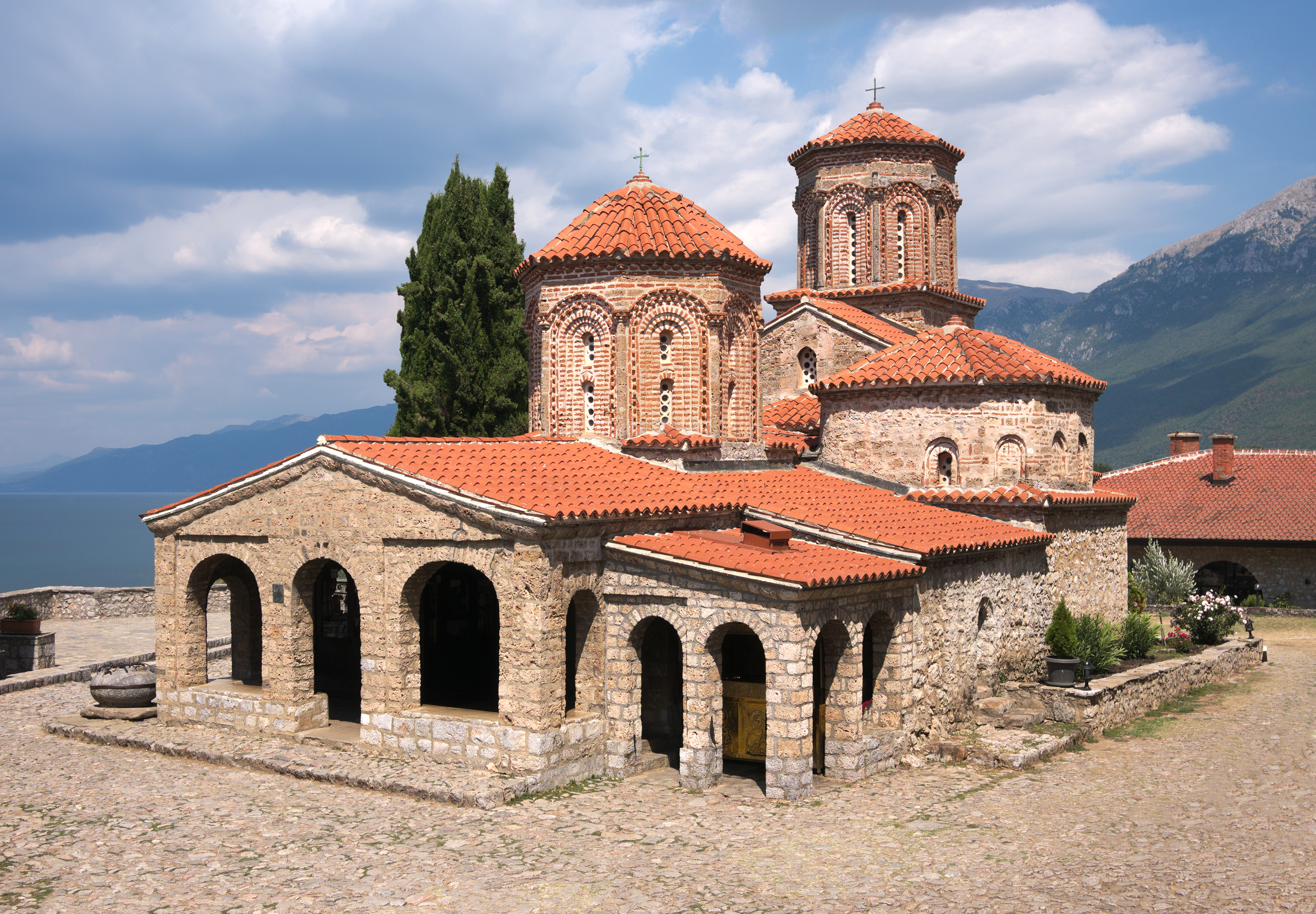
Церковь, в которой помещены мощи Св. Наума

Монастырь Святого Наума (макед. Манастир „Св. Наум“) — монастырь Македонской православной церкви в Северной Македонии. Расположен на юго-восточном берегу Охридского озера, 30 км к югу от Охрида. В прошлом в монастыре располагалась резиденция Охридского архиепископа.

## История

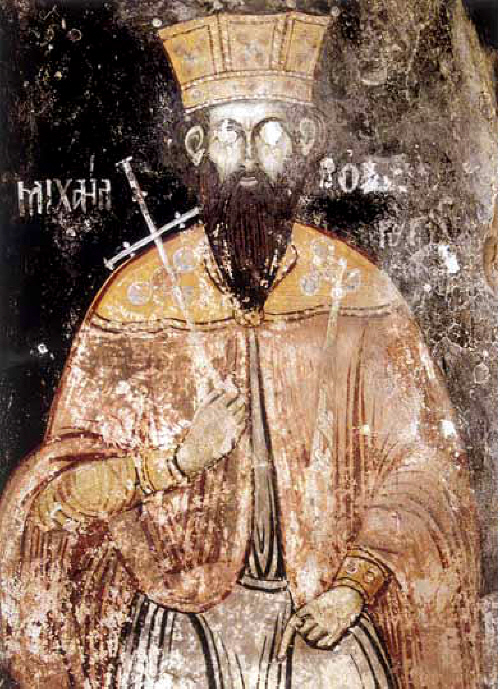
Ктиторский портрет князя Бориса

Монастырь был основан в 893—900 годах святым Наумом Охридским, младшим учеником Кирилла и Мефодия, при содействии болгарских правителей Бориса и Симеона. После смерти святого 23 декабря 910 года его мощи были перемещены в монастырский храм.
В Средние века монастырь был значительным культурным центром, обладал обширными земельными владениями.
Свети-Наум пользовался большим уважением мусульман в османскую эпоху, на паломничество приходили многие албанцы и торбеши. Считалось, что мощи излечивали от психических расстройств и заболеваний, что отразилось в пословице «Или ум, или Свети Наум».
2—3 февраля 1875 года монастырь сильно пострадал от пожара.
Во время Второй мировой войны обитель вошла в ведение Албанской православной церкви — в начале 1942 года здесь была совершена архиерейская хиротония епископа Аполлонийского Иринея (Бануши). В послевоенный период в обители проводились археологические раскопки, частично выявившие фасады и часть стен первоначального храма обители.

## Монастырские праздники
- День Святого Наума — 20 июня.
- Зимний день Святого Наума — 23 декабря,
- День Святых Седмочисленников — 27 июля

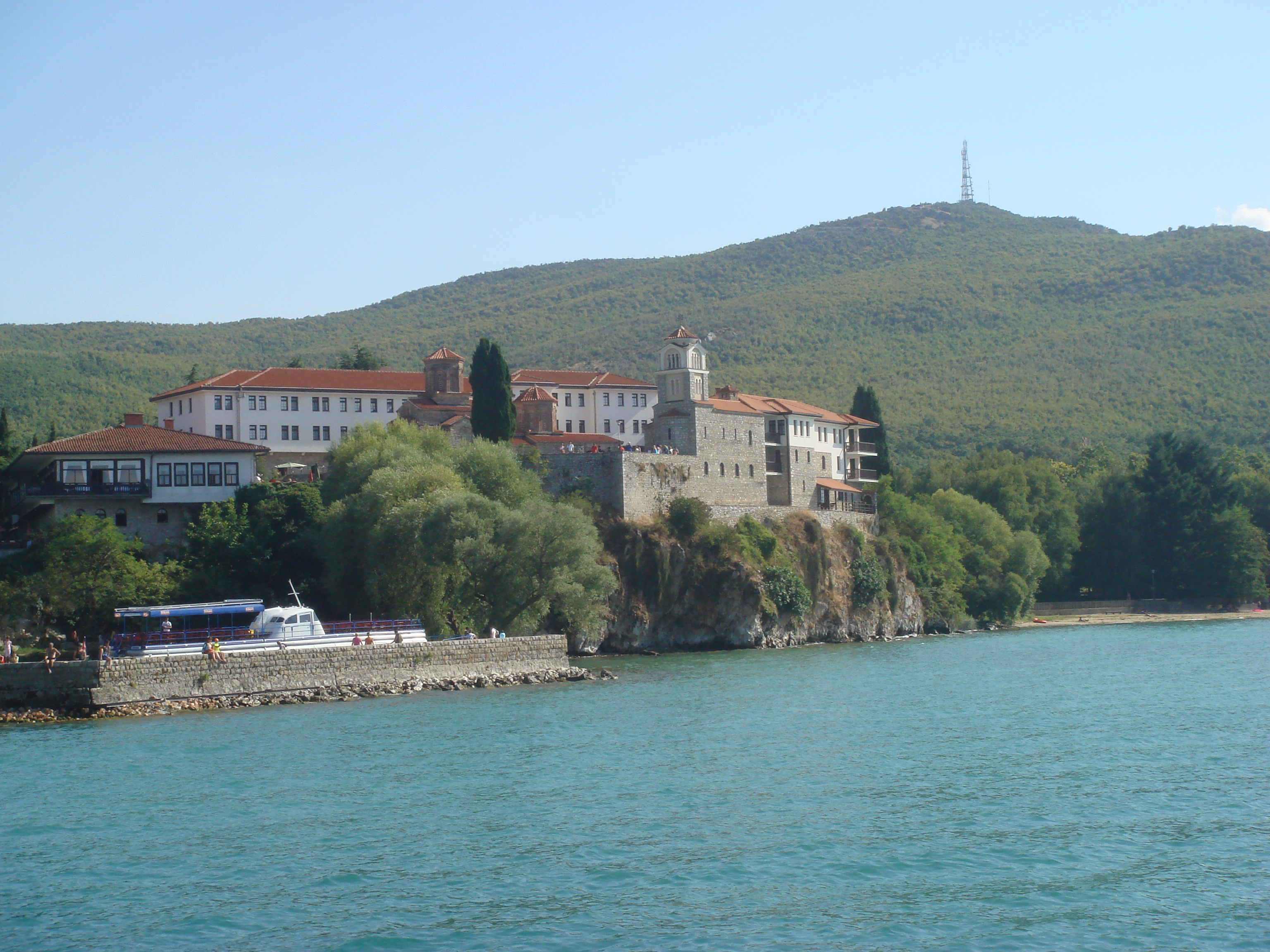
Вид на монастырь с озера

- День Архангелов.